# Anaphiloscia sicula
Anaphiloscia sicula är en kräftdjursart som beskrevs av Arcangeli 1935. Anaphiloscia sicula ingår i släktet Anaphiloscia och familjen Philosciidae. Inga underarter finns listade i Catalogue of Life.